# Xã Amboy, Quận Fulton, Ohio
Xã Amboy (tiếng Anh: Amboy Township) là một xã thuộc quận Fulton, tiểu bang Ohio, Hoa Kỳ. Năm 2010, dân số của xã này là 1.846 người.